# Elisa et Marcela
Pour plus de détails, voir Fiche technique et Distribution.
Elisa et Marcela (Elisa y Marcela) est un drame, romance et biopic espagnol réalisé par Isabel Coixet, sorti en 2019.
Le film évoque l'histoire d'Elisa Sánchez Loriga et de Marcela Gracia Ibeas qui tombent amoureuses dans un couvent de religieuses catholiques à la fin du XIXe siècle, se marient à La Corogne en 1901 et s'exilent en Amérique du Sud.

## Contexte de la sortie du film
Cette adaptation du livre Elisa y Marcela : Más allá de los hombres de Narciso de Gabriel relate l'histoire du premier mariage homosexuel en Espagne, en 1901, soit un peu plus de 100 ans avant que celui-ci ne soit légalisé en 2005.
Distribué par la plateforme américaine Netflix, le long métrage est présenté lors de la Berlinale 2019, la 69e édition du festival international du film de Berlin. En lice pour l'Ours d'or, sa venue a été vivement critiquée, en raison de sa non-distribution dans les salles de cinéma. 160 exploitants de cinéma allemands ont envoyé une lettre au festival et à la déléguée pour la Culture au gouvernement allemand Monika Grütters, exigeant qu'il soit retiré de la compétition, ou montré « hors compétition ». Il est sorti le 24 mai 2019 dans des salles sélectionnées en Espagne et le 7 juin 2019 sur Netflix.

## Synopsis

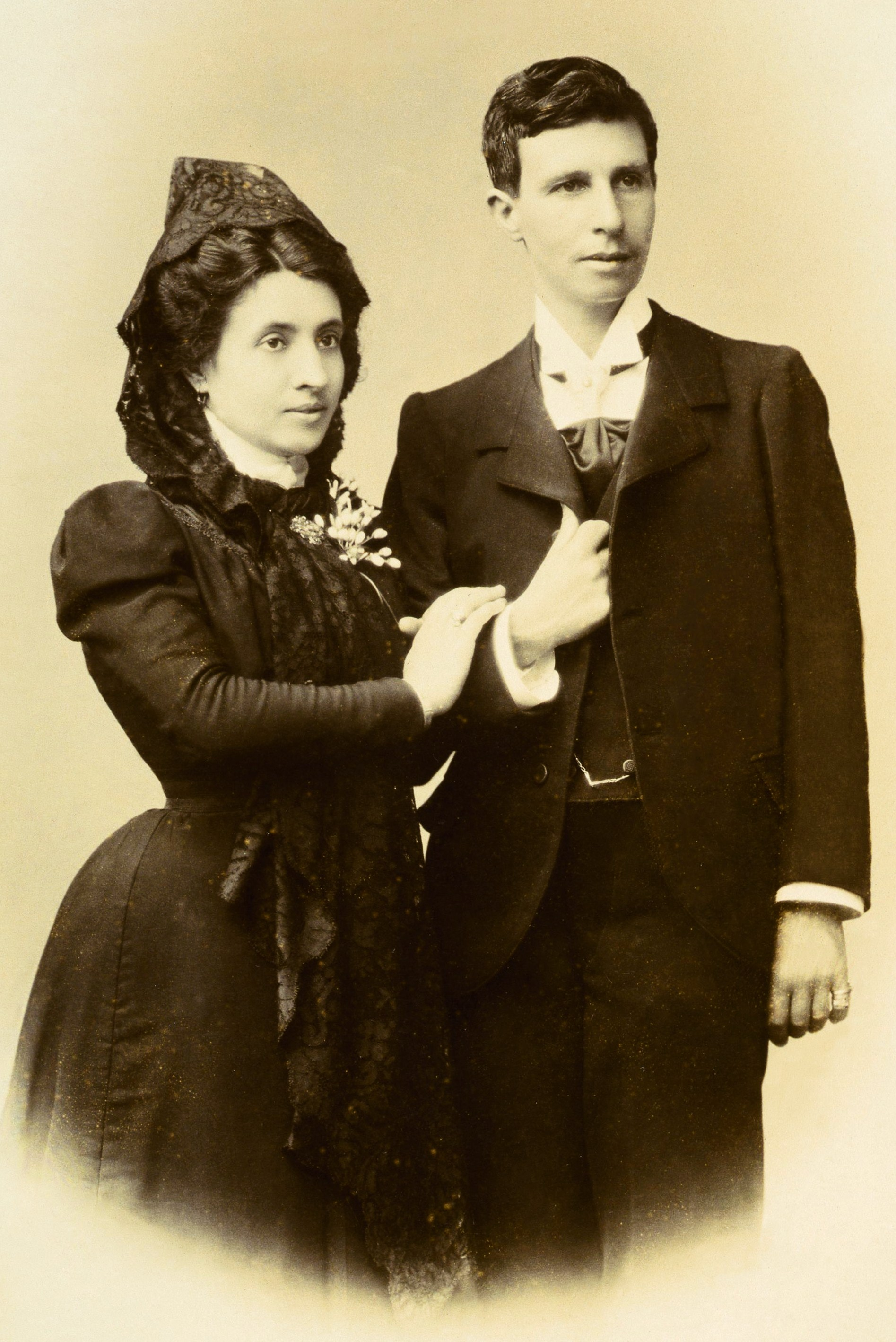
Elisa et Marcela le jour de leur mariage, le 8 juin 1901.

Le film s'ouvre sur la campagne argentine, en 1925. Une jeune femme se rend en train et en calèche dans une maison isolée, où elle est accueillie par une femme ivre, qu'on devine être Marcela. Assise dehors après un repas, cette dernière commence à raconter à son invitée son histoire personnelle, qui commence dans la ville de La Corogne, en Galice, en 1898.
L'histoire fait alors un bond en arrière pour revenir à cette époque, dans un couvent de filles dirigé par des religieuses, où une nouvelle élève Marcela Gracia Ibeas, incarnée par Greta Fernández, débute sa rentrée scolaire. Sur place, elle rencontre une étudiante de deux ans son aînée, Elisa Sánchez Loriga interprétée par Natalia de Molina, qui l’aide à se sécher et à se rendre présentable. Nièce de la directrice du couvent et résidant sur place, celle-ci lui fait découvrir l’endroit, et l’accompagne dans sa classe. Il faudra ainsi peu de temps aux protagonistes pour qu’elles ne se lient d’une amitié sincère ; passant de plus en plus de temps, les deux adolescentes se confient sur leurs rêves de monter à cheval au bord de la mer, leurs espoirs, ou leurs passés difficiles. Marcela confiera à son amie qu’elle a été abandonnée par ses parents, avant d’être récupérée par ces derniers, dix ans plus tard.
Cette amitié laissera rapidement place à une profonde attirance, que le père violent et alcoolique de Marcela ne manquera pas de remarquer. Il tentera de les empêcher de se voir à plusieurs reprises, sans succès. Incapable de couper leur amour naissant, il finira par envoyer sa fille dans une autre école à Madrid, afin qu’elle devienne enseignante.
Le film nous propulsera ensuite trois longues années après, durant lesquelles les deux adolescentes devenues des jeunes femmes n’ont cessé de correspondre. Après un heureux coup du destin, ou de leur volonté de fer, Marcela, devenue institutrice, se retrouvera mutée dans un petit village à dix kilomètres de Dumbría, celui où réside Elisa. Elle aussi est devenue professeur dans une école primaire. Après des retrouvailles passionnées, les deux amantes emménageront ensemble, et seront bien décidées à cacher leur secret à la communauté locale catholique et conservatrice qui compose leur petite bourgade. En parallèle, Elisa apprendra le décès par noyade d’un cousin, Mario, habitant en Angleterre.
Mais leur proximité commencera à se faire remarquer au sein du village, particulièrement lors d’une fête où Andrés, un bûcheron au regard menaçant invitera Marcela à danser, sous l’œil jaloux d’Elisa. Contrainte d'accepter afin de dissiper les doutes, le couple se disputera, avant de se réconcilier et de danser sur le chemin du retour, sous le regard attentif d’Andrés, qui les suivra. À la suite de cela, des rumeurs verront le jour, plaçant les deux femmes dans une situation complexe ; les villageois parleront d’elles, en commençant à se montrer menaçants. C'est lorsque Andrés reviendra pour inviter Marcela à un bal que la situation deviendra critique ; après un refus de la part d'Elisa, l'homme se mettra à les insulter en frappant frénétiquement la porte, le tout sous le regard curieux d’une voisine. Les parents interdiront ensuite à leurs enfants de suivre leur scolarité avec les enseignantes.
La violence attendra son paroxysme lorsqu’Elisa ramassant des escargots dans la forêt, et tombera dans un guet-apens, où elle se fera lapider. Défigurée, et apeurée, Elisa se tapira chez elle, aux côtés de celle qu’elle aime.
À la suite de cela, le couple mettra en place un stratagème, incluant Elisa, travestie en son cousin Mario. Marcela racontera qu’Elisa est partie voir sa famille à La Havane, à Cuba. La plus jeune des deux, laissée derrière dans le village couchera avec Andrés, après qu’il soit venu lui livrer du bois. Mario arrivera ensuite en ville, et ira se présenter au curé de la ville voisine San Jorge, avant de demander à épouser Marcela. Ce dernier acceptera, et célèbrera leur union dans l'Église, le 9 juin 1901. Leur idylle sera de nouveau tourmentée par l’arrivée des parents de Marcela, venus vérifier la rumeur ; cette dernière aurait épousé Elisa, déguisée en homme. Peu convaincus par cela, ils demanderont à rencontrer le jeune marié, accompagnés par un médecin. À la suite de son refus, et afin de prouver la fausseté de cette accusation, leur fille leur annoncera sa grossesse. Mais cela ne suffira pas à dissiper leurs soupçons. Le village entier encerclera alors la maison, et les habitants de la bourgade caillasseront leur habitation, en les insultant. Dans un malheureux concours de circonstances, Mario se retrouvera coincé chez le prêtre du village, et se fera examiner par un médecin, révélant son secret au grand jour. Il plaidera l'hermaphrodisme, mais se heurtera au scepticisme du médecin. Les deux jeunes femmes seront désormais recherchées par la police, et risqueront d’être emprisonnées. Effrayées par cela, elles se décideront à fuir à Porto, au Portugal. En parallèle, leur histoire inspirera d’autres femmes.
Le couple semblera retrouver un semblant de vie normale sur place : Marcela, enceinte, travaillera dans une cuisine pendant qu'Elisa, toujours travestie en Mario, travaillera dans un atelier de confection. Pourtant, leur objectif deviendra rapidement clair : économiser le plus d’argent possible afin de pouvoir s’offrir la traversée de l'Atlantique pour rejoindre l'Argentine, pays souvent cité par Elisa. Mais la situation vire au drame lorsque la police fait irruption dans leur appartement un matin, en arrêtant les deux jeunes femmes. Marcela sera directement jetée en prison, et Elisa, aura une audition avec le commissaire Alcaide. Ce dernier lui énumérera les chefs d'accusation qui pèse contre elle, notamment blasphème, travestissement, ou encore falsification de documents, ainsi que vingt ans de prison si elles sont livrées à l'Espagne. Tentant de plaider à nouveau l’hermaphrodisme, Elisa se rendra rapidement compte qu’elle n’a pas d’intérêt à lui mentir si elle veut retourner auprès de sa femme, déjà à un stade très avancé dans sa grossesse. De son côté, Marcela fera face à une véritable vague d’entraide de la part des autres co-détenues.

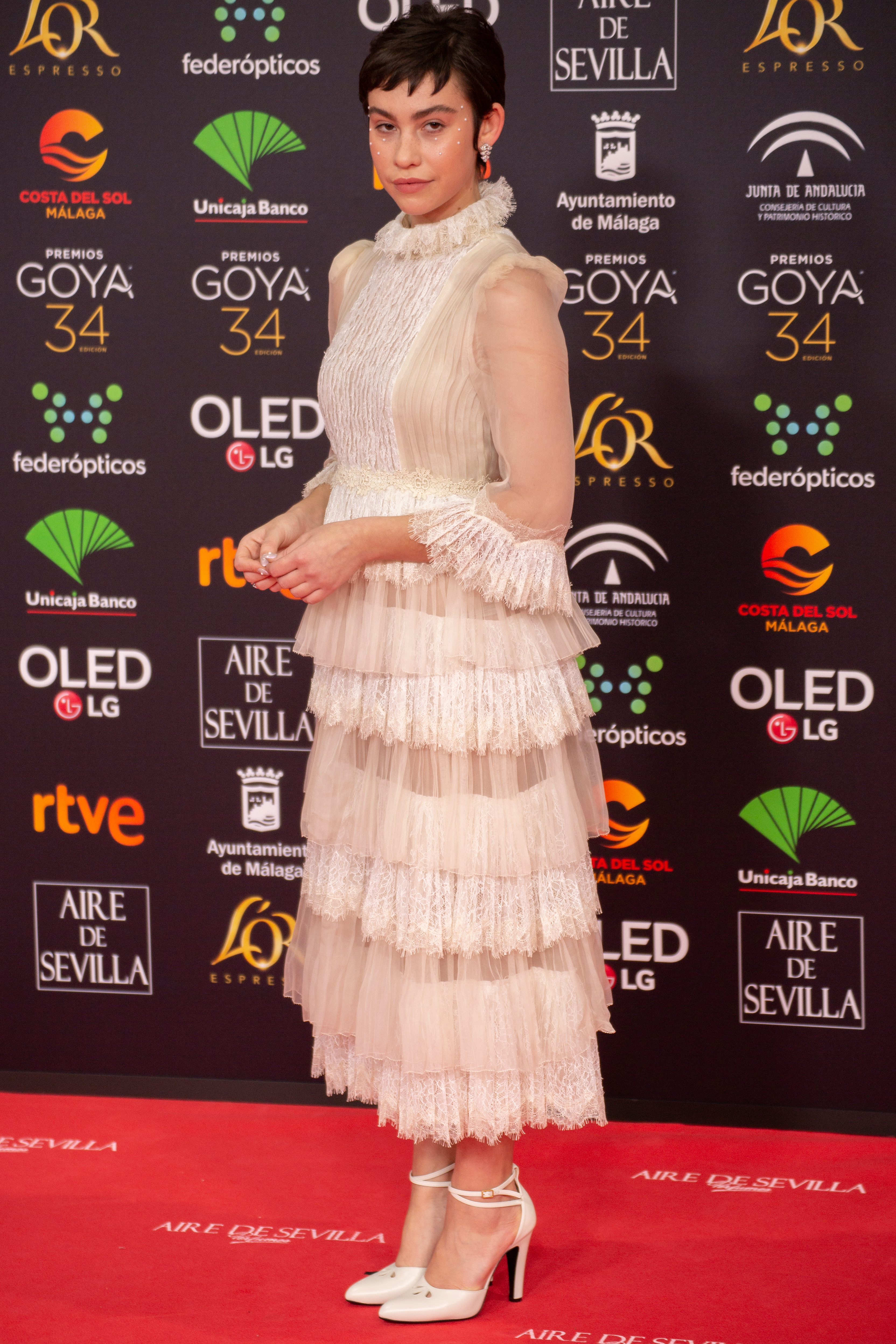
Greta Fernández sur le tapis rouge d'une cérémonie, en 2020.

Contre toute attente, leur histoire sera médiatisée à travers le Portugal, et touchera de nombreux citoyens, créant un véritable mouvement de solidarité ; de nombreuses femmes se rendront à la prison avec des mots et des présents pour ce couple si atypique pour l’époque. Marcela mettra au monde une petite fille, prénommée Ana, avec l'aide de Flor, l’infirmière de la prison. Apprenant cela, le Gouverneur Oporto décidera de les gracier, ne manquant pas l’occasion d’énerver les Espagnols au passage.
En raison des conditions difficiles de vie au sein de la prison, et de l’humidité, le bébé attrapera une pneumonie ; Flor l'emmènera chez elle, avec Marcela. Après un moment de panique dans le couple, la fièvre finira par tomber, épargnant Ana. À la suite de cela, Alcaide annoncera leur remise en liberté à Elisa, expliquant qu’il comprend la situation de leur couple, le sien étant également atypique. En effet, il est marié à Flor, l’infirmière noire de la prison. La jeune femme leur demandera s’ils ont des enfants, question qui attristera particulièrement Flor ; cette dernière répondra donc par la négative.
De retour en prison afin de préparer ses affaires, le couple s’inquiètera du regard des gens, de sa célébrité, et des accusations pesant toujours contre lui en Espagne. Marcela se retrouvera alors confrontée à un dilemme cornélien : abandonner son bébé, comme elle l’a été, ou rester avec Ana au Portugal, et laisser Elisa fuir en Argentine. Elle prendra la décision de suivre sa femme, en laissant son enfant à un couple aisé qui saura prendre soin de lui : Flor et Alcaide.
Le film reviendra ensuite à l'Argentine des années 1925, où la femme du début, Ana interrogeant Marcela, lui demande si son histoire d’amour avec Elisa, et son abandon valait la peine. La question demeurera cependant sans réponse, Elisa arrivant à cheval, faisant écho à son rêve, partagé au début du film.
Le long-métrage poursuivra sur des cartons, énonçant la légalisation du mariage gay en Espagne en 2005. À la sortie du film, l'homosexualité était considérée comme légale dans seulement vingt-cinq pays du monde. Dans soixante-douze pays, elle était pénalisée, dont treize par la peine de mort. Le mariage d'Elisa et Marcela, bien que considéré comme illégal, n'aura jamais été annulé par le pays. Enfin, il s'achèvera sur la photo de mariage du couple.

## Fiche technique
- Titre original : Elisa y Marcela
- Titre français : Elisa et Marcela
- Réalisation : Isabel Coixet
- Scénario : Isabel Coixet et Narciso de Gabriel
- Producteurs délégués : Joaquín Padró, Mar Targarona
- Production : Lanube Películas, Rodar y Rodar, Cine y Televisíon, Zenit, Televisió de Catalunya - TV3.
- Soutien : Axencia Galega das Industrias Culturais (AGADIC), Institut Català de les Empreses Culturals (ICEC)
- Distributeurs : Netflix
- Photographie : Jennifer Cox
- Montage : Bernat Aragonés
- Décors: Sylvia Steinbrecht
- Directrice de casting : Irene Roqué
- 1er assistant réalisateur : Luca Vacchi
- Ingénieurs du son : Daniel de Zayas, David Machado
- Maquilleur : Paco Rodriguez Frías
- Costumes : Mercè Paloma
- Musique : Sofia Oriana Infante, Salvador Sobral
- Producteur : José Carmona, Zaza Ceballos, Joaquín Padró, Mar Targarona
- Ventes internationales : Film Factory (Barcelone)
- Pays d'origine : Espagne
- Format : Couleurs - 35 mm
- Genre : biographie, drame, romance saphique
- Durée : 118 minutes (1 h 58)
- Date de sortie :
  - Allemagne : 11 février 2019 (Berlinale 2019)

## Distribution
- Natalia de Molina : Elisa Sánchez Loriga
- Greta Fernández : Marcela Gracia Ibeas
- Sara Casasnovas : Ana
- Francesc Orella : le père de Marcela
- María Pujalte : la mère de Marcela
- Tamar Novas : Andrés
- Manolo Solo : Alcaide
- Lluis Homar : le gouverneur Oporto
- Jorge Suquet : le médecin de Dumbría

## Production

### Développement

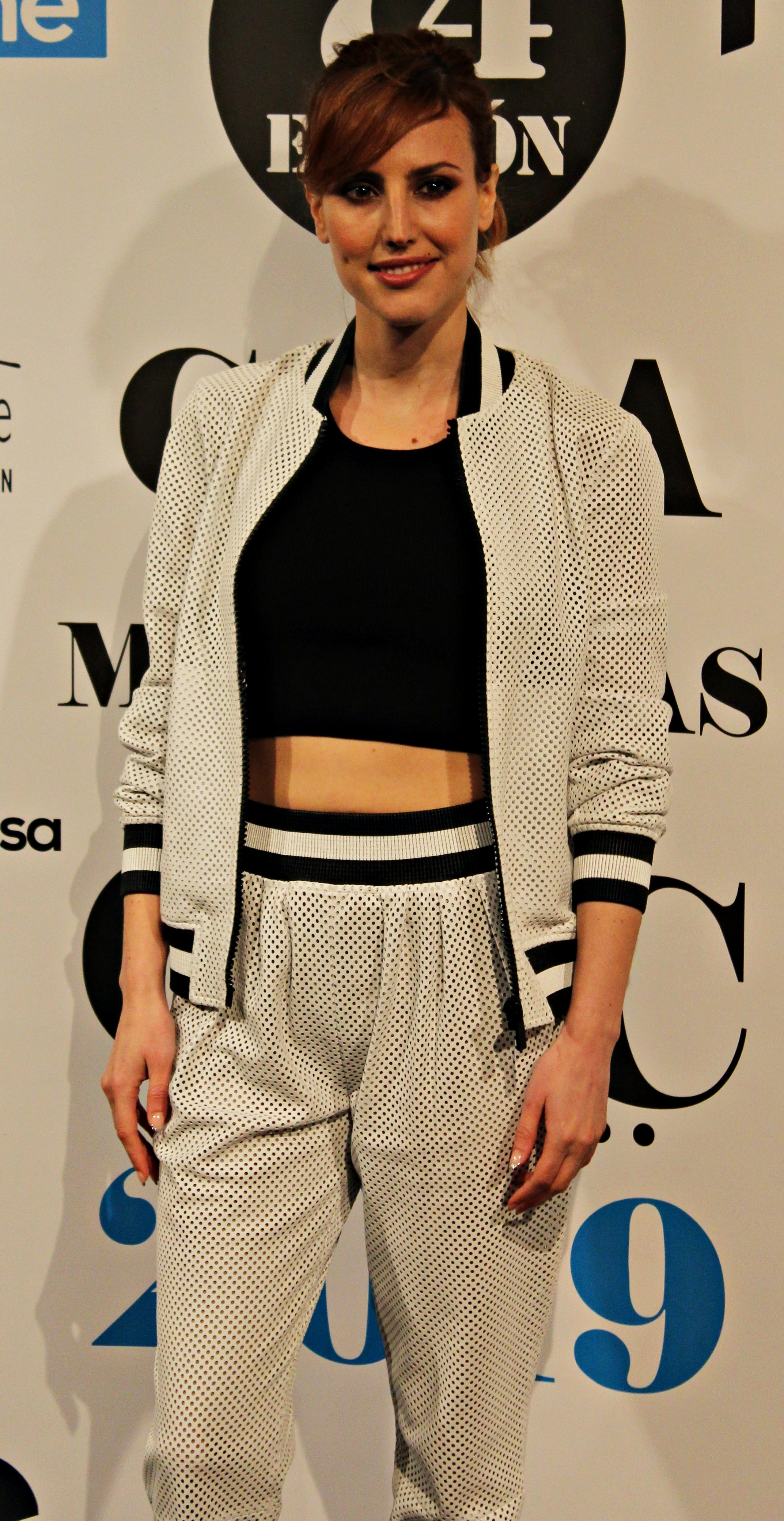
Natalia de Molina en 2019

Dans une entrevue avec la Radio-télévision belge de la Communauté française, la réalisatrice a confié avoir tenté d’obtenir des « financements pendant dix ans, et personne n'était vraiment intéressé. […] Puis j'ai trouvé une maison de production à Barcelone, et ils m'ont demandé si ça me posait problème qu'ils parlent du projet à Netflix ».
« Pour moi, Elisa y Marcela est un projet dont je rêve, que j'envisage et que je veux réaliser depuis très, très longtemps. Lorsque je suis tombée sur le cas réel de ces deux femmes qui ont défié la société, l'Église et les conventionnalismes de l'époque, avec une bravoure, un courage et une passion incroyables, j'ai su que c'était une histoire que je voulais et devais raconter », concède-t-elle.
Ce projet, elle aura mis plus de 10 ans à le réaliser. C’est d’ailleurs en compagnie de Narciso de Gabriel, professeur de théorie et d'histoire de l'éducation et actuel doyen de la faculté des sciences de l'éducation de l'université de La Corogne, qui a écrit en 2008 le livre Elisa y Marcela : más allá de los hombres, qu’elle a écrit le scénario.

### Distribution
Initialement c'est l'actrice madrilène María Valverde qui devait incarner le personnage de Marcela, aux côtés de Natalia de Molina. Elle a cependant été remplacée par Greta Fernández, en raison d'un conflit d'emploi du temps.
Se sont ajoutés ensuite à la liste du casting les acteurs Tamar Novas, Sara Casasnovas, María Pujalte, Francesc Orella, Lluís Homar, Jorge Suquet et Manolo Solo.

### Tournage
Le tournage du film en collaboration avec le géant américain Netflix a débuté en mai 2018, avant de s’achever un peu moins d’un mois plus tard, en juin. Il est ensuite entré dans la phase de post-production en juillet 2018.
Il a été tourné intégralement en Espagne, dans les communautés autonomes de Catalogne et de Galice.

## Analyse
- Si vous ne connaissez pas le sujet, laissez ce bandeau (vous pouvez alors contacter les auteurs).
- Si vous supprimez le contenu mis en cause (vous pouvez préalablement contacter les auteurs),

argumentez précisément cette suppression dans la page de discussion
(un manque de référence n'est pas un argument ; une recherche réelle de référence doit avoir été effectuée, être formellement documentée).
Tout au long du film, la notion d'enfermement se manifeste sous à de multiples reprises, sous des formes diverses et variées.

### La forme
Dans un premier temps, la réalisatrice en elle-même choisit d'enfermer son film, de par son choix des couleurs, ou plutôt, le choix de l'absence de couleurs. En noir et blanc tantôt granuleux, tantôt pur, le long métrage de deux heures, dont l'histoire se déroule à la fin du XIXe siècle et au début du XXe siècle, mêle également des images d'archives, comme lors de l'arrivée du couple à Porto. Tout semble vouloir indiquer un désir de retrouver cette esthétique d'antan, caractéristique des vieux films tournés avant l'avènement de la couleur, en 1932. « Le film avait un aspect démodé qui correspondait à l'époque historique qu'il explorait. »
Les transitions utilisées, qui prennent la forme d'un cercle entourant un des personnages, découpent le film en six parties inégales, offrant au film cet aspect du film muet, période du cinéma s'étendant jusqu'en 1927, avec l'arrivée du court métrage Le Chanteur de jazz.

### Lieux
La notion d’enfermement est également représentée aux travers des lieux où se déroulent les différentes actions du film. C’est avec l’arrivée de Marcela au couvent que cette notion prend tout son sens. Dès l’une des premières scènes dans cet endroit, la jeune femme observe celle avec qui elle se mariera, à travers des barreaux en acier, assise dans un escalier. Les mêmes barreaux qui encadrent également la fenêtre de sa chambre, chez elle. Ces derniers disparaîtront lorsqu’elle vivra pleinement son idylle avec Elisa, dans leur maison de Dumbría, avant de faire leur retour lors de leur séjour en prison, au Portugal, puis de disparaître définitivement à leur libération.
De plus, les deux jeunes femmes ne semblent autorisées à être pleinement elles-mêmes qu'une fois chez elles ; leur histoire d’amour ne paraît alors possible que lorsqu’elle est coincée entre les murs de leur maison, protégée du regard de tous.

### Religion
La question de la religion ne se pose que très rarement tout au long du film ; enfermée dans les mœurs catholiques, la société représentée est pratiquante, et surtout, très croyante. Les croix au mur dans le couvent, dans la salle à manger évincent toute possibilité de présence d'une autre religion, tout comme le démontre l'existence même d'un couvent, gouverné par des religieuses chez qui Elisa a toujours vécu, recluse. Cette dernière avouera d'ailleurs à Marcela, seulement quelques jours après l'avoir rencontrée qu'elle ne croit pas en Dieu, et que le couvent est une sorte de harem, où le sultan ne se montre pas, et où les femmes se battent pour être la préférée.

### La société
Il semble assez évident que la société espagnole de cette époque était régie selon des règles hétéronormées strictes, en démontrent les multiples insultes qui fusent, et les assauts perpétrés à l’égard des protagonistes après la découverte de leur orientation sexuelle. La possibilité d’une autre orientation semble alors contre nature et totalement proscrite, en témoigne la réaction du curé lorsqu'il découvre la supercherie dont il a été la victime ; à grands coups de hurlements, il jure à Elisa qu'elle et sa femme termineront en enfer. Seules les frontières de leur amour leur permettront de transcender ces règles.
Le film entier tourne d'ailleurs autour de la notion de fermeture d'esprit, caractérisant cette société contemporaine.
La notion de fermeture prend également la forme de différents ultimatums, présentés tout au long du film, et relatant également cette notion d'enfermement binaire. Soit l'un, soit l'autre. Marcela doit choisir entre aller dans un couvent ou aller dans un pensionnat ; un autre dilemme cornélien s'imposera également à elle, plus tard dans le film : abandonner son bébé, comme elle l’a été durant son enfance et suivre Elisa en Argentine. ou rester avec Ana au Portugal. Quant à Elisa, quant-à-elle, elle a du choisir entre rester dans le couvent de sa tante et devenir nonne ou se marier à un homme. Cette dernière semble d’ailleurs catégorique quant à ce sujet : « avant d'épouser un homme, je ferais n'importe quoi ».

### Les hommes
Durant tout le début du film, jusqu'à leur arrivée à Porto, les hommes sont présentés comme des brutes, dont le seul désir est de retenir captives les femmes du film.
La figure paternelle de Marcela en témoignera parfaitement : alcoolique, et sans aucun doute violent, sa femme n'ose même pas soutenir son regard lors des repas. Fermé d'esprit, il refuse catégoriquement que sa fille ait accès à une éducation, lui ordonnant de ne pas lire les livres prescrits en classe ou de ne pas tout apprendre. Il exerce la même pression sur son épouse, lui interdisant de lire, et la forçant à rester dans la maison.
Le personnage d’Andrés, bûcheron menaçant de Dumbría, accentue lui aussi cet enfermement, en forçant les deux femmes à se tapir chez elles, à l’abri de tous. Il emprisonnera d'ailleurs à de multiples reprises les poignets de Marcela, lui arrachant des grimaces non dissimulées.
C'est à cause des hommes si le couple se retrouve d'ailleurs obligé de fuir la Galice, l'Espagne, et se retrouve par la suite enfermé en prison.
Un autre point intéressant à souligner concerne les critiques adressées au film. La plupart des commentaires négatifs portés à son égard ont été rédigés par des hommes.
« La véhémence exagérée (à la limite de la haine) avec laquelle de nombreux critiques masculins ont reçu Elisa et Marcela après leur passage au Concours officiel du dernier Festival de Berlin. »

### Une histoire d'amour évidente
Le film relatant l'histoire d' Elisa et Marcela est avant tout l'histoire d'un amour supposément impossible, se transformant en une réelle libération sexuelle.
Alors que tout semble opposer ces deux jeunes filles, l'une venant d'un couvent, ayant reçu une bonne éducation, à l'autre ayant été abandonnée, ayant vécu dans un orphelinat, puis ayant été ré-adoptée par ses parents biologiques, et étant peu instruite, il semble évident dès leur première rencontre, que les deux adolescentes partagent une alchimie profonde. Alchimie qui se révélera au fur et à mesure du film, se transformant en un amour passionnel et indestructible. À aucun moment, les protagonistes ne remettront en cause l'amour qu'elles éprouvent l'une pour l'autre ; leur couple traversera pourtant bien des épreuves, allant de la séparation forcée, à la fuite, en passant par le déménagement dans un autre pays, et la prison. Mais jamais il ne sera question de séparation.
La connexion qui les unie prendra la forme de rêves qu’elles partagent mutuellement, de phrases qu'elles terminent.
Timide dans un premier temps, leur relation prendra un véritable tournant à la suite d'une après-midi passée à la plage, où des secrets seront murmurés, et où les doigts seront entrelacés. Enfin, un baiser sur la joue sera échangé.
Malgré l'éloignement forcé que subira le couple, ce dernier ne sortira que renforcé au terme de trois longues années d’attente, et de correspondance épistolaire. Les retrouvailles se solderont d’ailleurs par une sublime scène de sexe, où les plans exposent à merveille la beauté et la sensualité des corps nus.
Pourtant, la relation qui unit les deux jeunes femmes divise la critique ; si certains trouvent le couple sans charme, et les scènes de sexe trop « longues et agressives, à la limite de la pornographie softcore. », d’autres jugent que « le film dépeint la délicatesse et la dévotion rêveuse sous l'amour féminin. » ou que « l’alchimie entre les deux personnages principaux est effervescente. Ou même explosive. »

## Distinctions

### ASECAN 2020

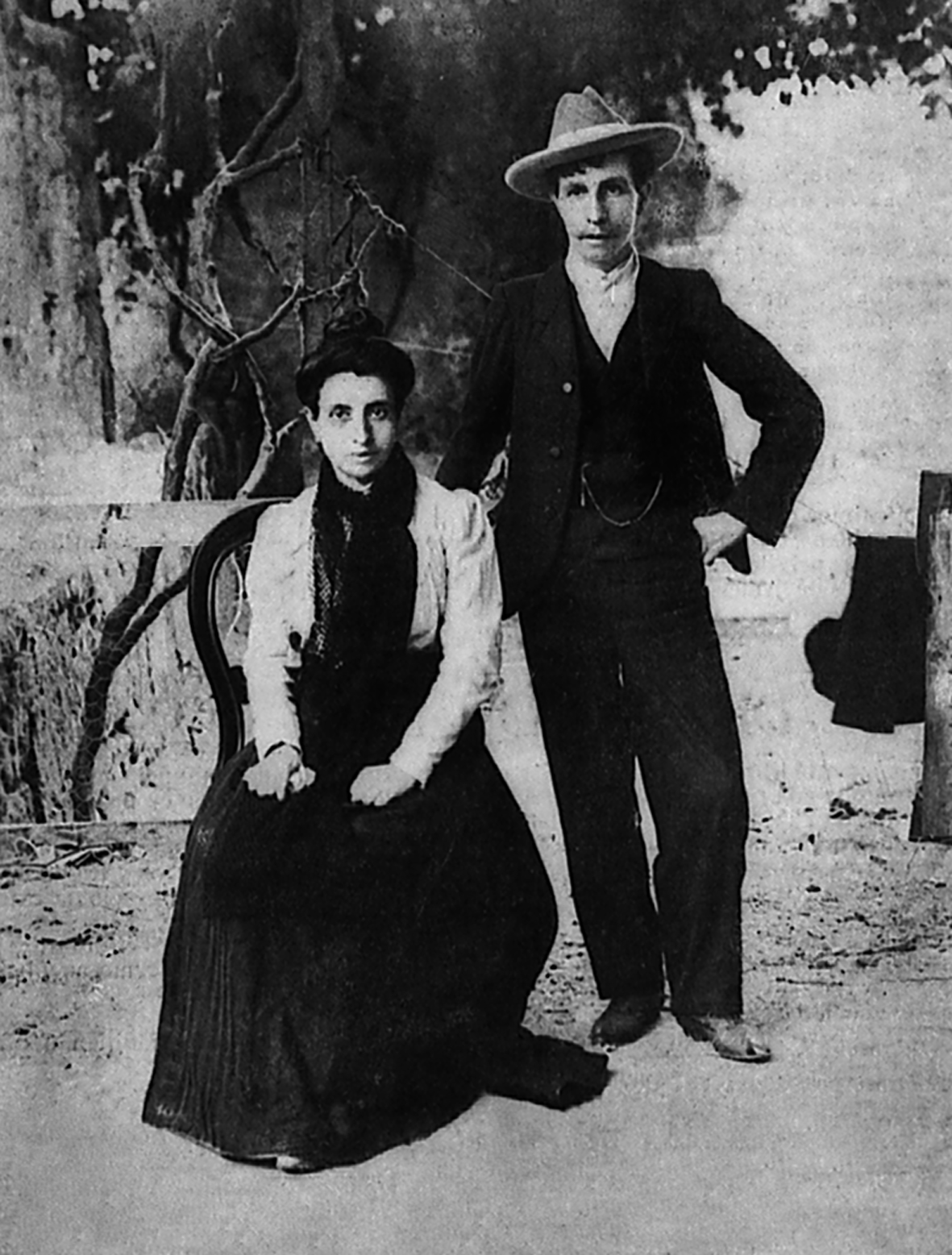
Marcela Gracia Ibeas et Elisa Sánchez Loriga.

- Nommé pour le Prix ASECAN - Meilleur Acteur de Soutien : Manolo Solo.
- Nommé pour le Prix ASECAN - Meilleure Photographie : Jennifer Cox
- Nommé pour le Prix ASECAN - Meilleur Mixage Sonore : Daniel de Zayas
- Nommé pour le Prix ASECAN - Meilleur Maquillage et Coiffure : Paco Rodríguez Frías et Montse Sanfeliu.

### Berlinale 2019
- Sélection officielle en compétition

### Prix Gaudí 2020
- Vainqueur du Prix Gaudí - Meilleure Direction Artistique : Sylvia Steinbrecht
- Nommé pour le Prix Gaudí - Meilleure Musique Originale : Sofia Oriana Infante
- Nommé pour le Prix Gaudí - Meilleur Costume : Mercè Paloma
- Nommé pour le Prix Gaudí - Meilleur Maquillage et Coiffure : Paco Rodríguez Frías et Montse Sanfeliu.

### José María Forqué Awards 2020
- Nommé pour le Prix José María Forqué - Meilleures Valeurs Éducatives : Lanube Películas, Movies Production 2017, Rodar y Rodar Cine y Televisión, Zenit Television

### OUTshine Film Festival 2019
- Vainqueur du Prix du Public - Meilleur Long Métrage : Isabel Coixet

### Spanish Actors Union 2020
- Nommé pour le Prix de la Révélation - Catégorie Femmes - Greta Fernández

## Accueil

### Critique
Bien que le film ait été nommé dans de nombreux festivals, et ait obtenu plusieurs récompenses, la critique semble mitigée.
Il est décrit comme « une construction bâclée et sans aucune tridimensionnalité, le film sera colporté par les spectateurs LGBT qui, heureusement, ont de bien meilleures options, notamment grâce à Netflix. », par Jay Weissberg de Variety ou comme manquant cruellement de frisson et de danger malgré la compétence de ses deux jeunes stars, Coixet ne parvient pas à insuffler à la relation des filles la complexité, la tension et le conflit selon Clarence Tsui, critique chez The Hollywood Reporter.
Pour Emma Raposo, journaliste chez Cineman, le « récit traîne les pieds pour une romance qui invite des poulpes dans son lit, Elisa y Marcela pêche par un scénario se baladant entre ridicule et mièvrerie et où la passion ne reste qu’une mélodie à peine fredonnée mais jamais chantée à gorge déployée. »
Pourtant, David Opie, de Gay Essential, écrit que « la passion que partagent leurs personnages est explosive, insufflant à chacune de leurs scènes d'amour une urgence primaire qui semble plus réelle que la plupart des romances hollywoodiennes. Jamais obscène pour le plaisir, il est clair qu'Elisa y Marcela a été tournée par une réalisatrice pour un public féminin. Il n'y a pas de regard masculin en vue ici, et à juste titre. » « Clin d’œil à la société contemporaine » selon Pierre, rédacteur chez La montée ibérique, le « film plein de séduction devrait réussir à trouver son public. »

### Box office
Diffusé dans seulement 8 cinémas à travers l'Espagne, le film a comptabilisé 54 936 $ américains de recette le 20 juin 2019, soit un peu plus d'un mois après sa sortie.
| Record                                                           | Rang   | Montant  |
| ---------------------------------------------------------------- | ------ | -------- |
| All Time International Box Office                                | 14 258 | 54 936 $ |
| All Time International Non-Sequel Box Office                     | 13 297 | 54 936 $ |
| All Time International Box Office for Original Screenplay Movies | 7 866  | 54 936 $ |
| All Time International Box Office for Live Action Movies         | 11 946 | 54 936 $ |
| All Time International Box Office for Historical Fiction Movies  | 1 264  | 54 936 $ |
| All Time International Box Office for Drama Movies               | 4 076  | 54 936 $ |

| Record                                                       | Rang   | Montant  |
| ------------------------------------------------------------ | ------ | -------- |
| All Time Worldwide Box Office                                | 21 091 | 54 936 $ |
| All Time Worldwide Non-Sequel Box Office                     | 19 858 | 54 936 $ |
| All Time Worldwide Box Office for Original Screenplay Movies | 10 959 | 54 936 $ |
| All Time Worldwide Box Office for Live Action Movies         | 17 506 | 54 936 $ |
| All Time Worldwide Box Office for Historical Fiction Movies  | 1 900  | 54 936 $ |
| All Time Worldwide Box Office for Drama Movies               | 6 024  | 54 936 $ |

#### Liens en français
- « L'Espagne rend hommage au premier mariage queer du pays », sur tetu.com
- « Elisa y Marcela », sur movieintheair.com
- « Avec Elisa y Marcela, le débat sur Netflix s'invite à la Berlinale », sur lepoint.fr
- « Une histoire d'amour à tout prix, qui prend trop son temps », sur abusdecine.com
- « Elisa et Marcela », sur lebleudumiroir.fr
- « Elisa et Marcela », sur cineuropa.org
- « Berlinale 2019: polémiques à cause de la présence de Netflix dans la sélection officielle », sur ecrannoir.fr
- « Critique : Elisa et Marcela », sur cineuropa.org

#### Liens en anglais
- (en) « Netflix row overshadows premiere of film about Spanish lesbians », sur yahoo.com
- (en) « Elisa y Marcela – Berlinale 2019 Review », sur oneroomwithaview.com
- (en) « Gay essentiel review : Elisa y Marcela at Berlinale », sur gay-themed-films.com
- (en) « Elisa y Marcela review – same-sex marriage drained of passion », sur theguardian.com
- (en) « Elisa And Marcela: Berlin Review »

#### Liens en espagnol
- (es) « Homosexualidad | Primer Matrimonio « Gay » en España », sur elmundo.es
- (es) « A Coruña dedicará una calle a las primeras lesbianas casadas en España », sur cascaraamarga.es
- (es) « El primer matrimonio de lesbianas en España, nueva película de Isabel Coixet », sur elpais.com
- (es) « La sorprendente boda sin hombre de Marcela y Elisa », sur lavozdegalicia.es
- (es) « Marcela y Elisa, casadas en 1901 », sur elpais.com
- (es) « La fascinante historia de Marcela y Elisa, las pioneras lesbianas que se casaron en España (y tuvieron que huir a Argentina) », sur bbc.com
- (es) « A máis extraordinaria historia de amor », sur elpais.com
- (es) « Marcela y Elisa, una historia de amor a contracorriente », sur elmundo.es
- (es) « El ataque como defensa », sur elespectadorimaginario.com
- (es) « Marcela y Elisa, una boda de cine », sur lavozdegalicia.es
- (es) « Elisa y Marcela: la película de Isabel Coixet en Netflix es una obra íntima y cercana que da voz a los olvidados », sur espinof.com
- (es) « La historia de amor de Elisa y Marcela, que se casaron en 1901 por la iglesia », sur verne.elpais.com